# متحف هارا للسكك الحديدية

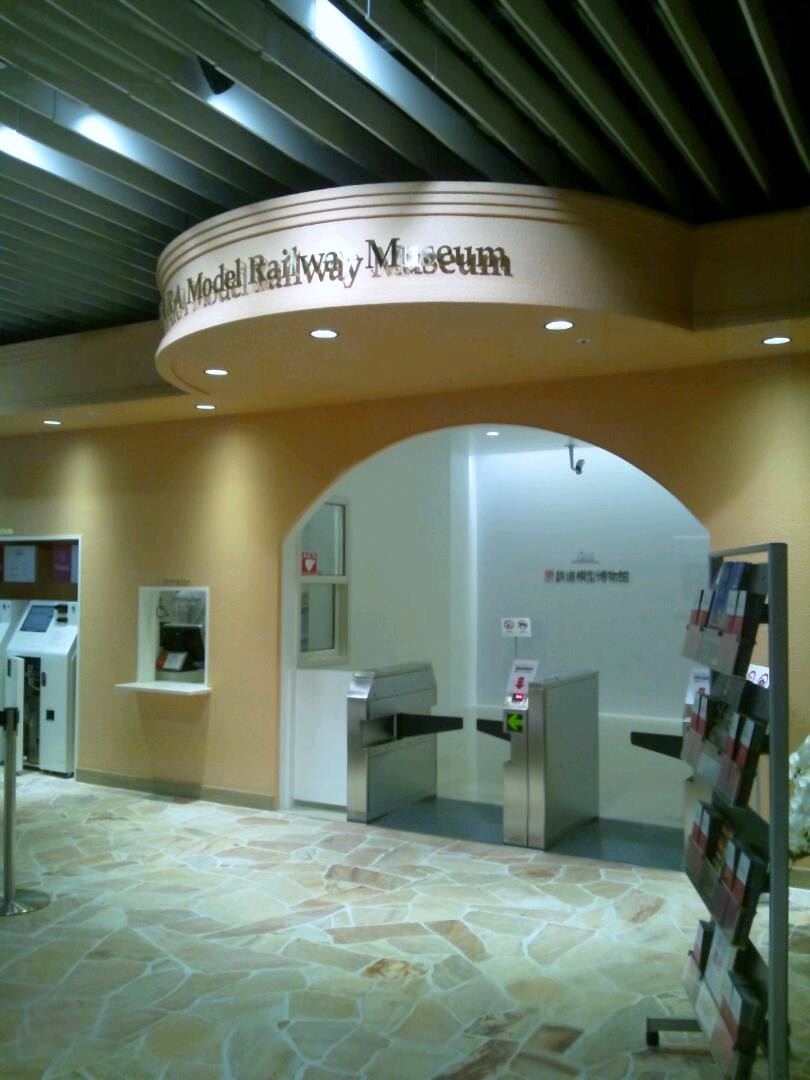
متحف هارا للسكك الحديدية.

متحف هارا للسكك الحديدية (باليابانية: 原鉄道模型博物館، بالانجليزية: Hara Model Railway Museum) هو متحف نموذجي للسكك الحديدية ، يقع المتحف في حي نيشي كو في يوكوهاما في اليابان.

## نظرة عامة
افتتح المتحف في 10 يوليو 2012، ويدار من قبل شركة ميتسوي فودوسان، يضم المتحف مجموعة واسعة من نماذج القطارات التي بناها وجمعها الياباني نوبوتارو هارا، يقع المتحف على مساحة حوالي 1700 متر مربع، أما مساحة العرض فتبلغ مساحتها حوالي 1200 متر مربع.

## المعرض
يحتوي التحف على ما يقرب من 1000 نموذج من مجموعة خاصة جمعها هارا من أكثر من 6000 نموذج للسكك الحديدية تعرض على شاشة كبيرة، أبعاد المتحف عبارة عن 30 متر × 10 متر، وتسمى قاعة العرض هذه ديوراما أو إيتشيبان تتسومو، والتي تتميز بعرض نماذج للقطارات من جميع أنحاء العالم، وتحتوي على ما يقرب من 450 متر من سكك الحديد، تخطيط المتحف يتميز بعمل خطوط الكهرباء العلوية وتوصيلها بطريق القطارات داخل المتحف.

## الافتتاح
تم افتتاح متحف هارا للجمهور ووسائل الاعلام في 20 يونيو 2012، قبيل الافتتاح الرسمي في 10 يوليو.